# جنگو ۹۴۲۹۱
سیارک ۹۴۲۹۱ (به انگلیسی: 94291 Django، نامگذاری:2001DX86) نود و چهار هزار و دویست و نود و یکمین سیارک کشف شده‌است که در ۲۸ فوریه ۲۰۰۱ کشف شد.